# Кутовой, Сергей Владимирович
Сергей Владимирович Кутовой — советский инженерный и научный деятель.

## Биография
Родился в 1909 году в Нежине. Член КПСС.
Окончил курсы подготовки специалистов для авиапромышленности.
С 1926 года — токарь, механик Нежинского завода сельскохозяйственного машиностроения
С 1939 года — инженер-конструктор Станкина.
Участник Великой Отечественной и советско-японской войны: электромеханик 78-го отдельного танкоремонтного батальона
В 1955—1985 гг. — начальник отдела специального литейного оборудования НИИТТСХМ Министерства тракторного и сельскохозяйственного машиностроения СССР.
За разработку, внедрение в производство и создание комплекса прессовых установок и прессовых автоматических линий для изготовления литейных земляных форм методом прессования под высоким давлением был в составе коллектива удостоен Ленинской премии 1965 года.
Умер в Москве после 1985 года.

## Награды
- Орден Октябрьской Революции (1984)
- Орден Отечественной войны II степени (1985)
- Орден Трудового Красного Знамени (1971)
- Орден Красной Звезды (1943)